# Âm Dương Sư: Tình Nhã tập
Âm Dương Sư: Tình Nhã tập (tên gốc tiếng Trung: 阴阳师: 晴雅集) là phim kỳ ảo hành động Trung Quốc năm 2020, sản xuất bởi Thượng Hải Hòa Hòa ảnh nghiệp, Thượng Hải Tối Thế phát triển văn hóa, Tân Kinh Điển ảnh nghiệp, Tập đoàn Điện ảnh Thượng Hải, đạo diễn và biên kịch bởi Quách Kính Minh do Triệu Hựu Đình, Đặng Luân, Vương Tử Văn, Xuân Hạ và Uông Đạc diễn chính。Phim chuyển thể từ tiểu thuyết kỳ ảo Âm Dương Sư của Baku Yumemakura .

## Nội dung
Thanh niên Âm Dương Sư Semei đến thành phố Thiên Đô để tham gia nghi lễ TẾ THIÊN ĐẠI ĐIỂN, cùng lúc đó, HOẠ XÀ bị phong ấn hơn 300 năm sắp thức tỉnh tại nhân gian, khiến nhân loại trở nên hỗn loạn. Các ÂM DƯƠNG SƯ hợp lực để phá giải vụ án bí ẩn và bảo vệ nữ hoàng, thức tỉnh tứ thần thú và tìm ra Người dùng thân thể phong ấn chân thân Hoạ xà. Sau khi điều tra sâu, họ phát hiện ra rằng điều này lại thực sự có liên quan đến công chúa bí ẩn trong cung điện .

## Diễn viên
| Diễn viên       | Vai                   | Mô tả |
| --------------- | --------------------- | --- |
| Triệu Hựu Đình  | Tình Minh             | Tự do và không bị gò bó, chân thành và tốt bụng. Anh trải qua nỗi đau mất mẹ và sư phụ, điều khiến anh trở lên trầm tĩnh hơn. Tuy vẫn có vẻ ngoài kiêu ngạo và ngỗ ngược, nhưng thực chất ẩn sâu trong con người anh là một người rõ ràng, dũng cảm và mưu lược. Khi gặp Bác Nhã lần đầu tiên, cả hai đã bị thu hút bởi sự không tương đồng của ba quan điểm, nhưng với những thử thách sau đó và sự giải cứu lẫn nhau, mối quan hệ giữa hai người dần tốt và cuối cùng họ trở thành tri kỉ. |
| Đặng Luân       | Bác Nhã               | Xuất thân từ một gia đình nổi tiếng, có vẻ ngoài khiến bao cô gái Thiên Đô mê đắm và tính tình thẳng thắn luôn tâm niệm việc diệt sạch yêu quái. Hàng ngày luôn khoác lên mình bộ giáp đen, vẻ ngoài lạnh lùng. Biểu cảm của anh ấy hiếm khi thay đổi, khá bí ẩn toát ra sự thu hút khoa cưỡng. Vì từ nhỏ mẹ Bác Nhã bị giết bởi Hồ ly nên hắn rất hận yêu quái. Là một người đàn ông có vẻ ngoài yêu nghiệt là vậy, nhưng tâm hồn có một sự tương phản bất ngờ. Tuy là một chiến binh lạnh lùng và kiêu ngạo nhưng lại có rất nhiều điều hồn nhiên và thú vị. Anh ấy thường xuyên cãi nhau với Tình Minh, nhưng anh ấy luôn bị tấn công một thời gian vì những lời lẽ không hay, trông thật ngây thơ và dễ thương. |
| Vương Tử Văn    | Trường Bình Công chúa | Công chúa là một nhân vật bi thảm và ẩn chứa nhiều bí mật. |
| Xuân Hạ         | Lang Dạ               | Pháp sư ngoài hành tinh Lang Dạ, để bảo vệ hòa bình của thế giới, đã chiến đấu liên minh với Tình Minh, Bác Nhã và những người khác, và cùng nhau khám phá âm mưu đằng sau Thiên Đô. |
| Uông Đạc        | Hạc Thú Nguyệt        | Điều duy nhất Hạc Thủ Nguyệt làm trong cuộc đời này là bảo vệ công chúa mãi mãi. |
| Tôn Thần Thuyên | Sát Sinh Thạch        | |
| Từ Khai Sính    | Cuồng Họa Sư          | |
| Âu Mễ Đức       | Tuyết Thiên Cẩu       | |
| Lô Triển Tường  | Kim Linh Tử           | Thức thần, giỏi phép thuật, linh châu trong cơ thể có thể cung cấp rất nhiều pháp lực cho chủ nhân. |
| Thư Hiểu Văn    | Bách Mục Yêu          | |
| Vương Khuynh    | Phát yêu              | |
| Ngải Mễ         | Mật Trùng             | |
| Thánh Vi        |                       | Nữ thức thần |

## Nhạc phim
| Loại       | Tên                       | Nhạc        | Lời                              | Trình bày                |
| ---------- | ------------------------- | ----------- | -------------------------------- | ------------------------ |
| Quảng bá   | Tình nhã tập《晴雅集》    | Tình Tang   | Quách Kính Minh                  | Thời Đại Thiếu Niên Đoàn |
| Theme song | Tâm thương nhân《心殇人》 | Kawai Kenji | Quách Kính Minh                  | Hoàng Linh               |
| Kết phim   | Si tình trủng《癡情塚》   | Lâm Hải     | Thẩm Vĩnh Phong／Quách Kính Minh | Đặng Luân                |

## Phát hành
| Quốc gia   | Ngày                 | Loại       |
| ---------- | -------------------- | ---------- |
| Trung Quốc | 24 tháng 12 năm 2020 | (Giới hạn) |
| Trung Quốc | 25 tháng 12 năm 2020 |            |
| Argentina  | 5 tháng 2 năm 2021   | (internet) |
| Singapore  | 5 tháng 2 năm 2021   | (internet) |
| Hoa Kỳ     | 5 tháng 2 năm 2021   | (internet) |

## Sản xuất
| Sản xuất và phát hành | Đồng sản xuất và Đồng phát hành |
| --- | --- |
| Hòa Hòa ảnh nghiệp Thượng Hải Tối Thế phát triển văn hóa Tân Kinh Điển ảnh nghiệp Tập đoàn Điện ảnh Thượng Hải Kiến Đen Thượng Hải ảnh nghiệp Bắc Kinh Hạo Hãn Tinh Bàn ảnh thị truyền thống văn hóa. Beijing Maxtimes Cultural Development Beijing Universe Cultural Development Tianjin Maoyan Weying Media Dongyang Sansang Media Zhongming Shengshi (Shenzhen) Film Group | Shanghai Tao Piao Piao Movie & TV Culture Phát hành điện ảnh Bạch Mã Thượng Hải Phát hành điện ảnh Hãm Bính Thượng Hải                                            |
| Hòa Hòa ảnh nghiệp Tập đoàn Điện ảnh Thượng Hải | Phát hành điện ảnh Bạch Mã Thượng Hải Tianjin Maoyan Weying Media Shanghai Tao Piao Piao Movie & TV Culture Phát triển điện ảnh Thượng Hải Hồng Tinh Mĩ Khải Long |